# Coleby (North Kesteven)
Coleby est une paroisse civile et un village du Lincolnshire, en Angleterre.